# صانع العمل
ولصانع العمل (بالإنجليزية: Showrunner)‏ هو المنتج التنفيذي رفيع المستوى لمسلسل تلفزيوني. يتفوق هذا المنصب على الموظفين المبدعين والإداريين الآخرين، بما في ذلك مخرجو الحلقات، على عكس الأفلام الروائية، حيث يتمتع المخرج بالسيطرة الإبداعية على الإنتاج، ويقتصر دور المنتج التنفيذي على الاستثمار. في البرامج التلفزيونية الكوميدية والدرامية المكتوبة، عادةً ما يعمل صانع العمل أيضًا ككاتب رئيسي (أو الكاتب الأكثر إنتاجًا). دور صانع العمل غير موجود في جميع المسلسلات التلفزيونية، خاصة خارج الولايات المتحدة.